# BMW
BMW, Bayerische Motoren Werke AG, är en tysk bil- och motorcykeltillverkare med huvudkontor i München. Företaget äger även Rolls-Royce & bilmärket MINI.
BMW:s huvudkonkurrenter är bland andra Mercedes, Audi, Volvo, Lexus och Jaguar.

## BMW:s historia

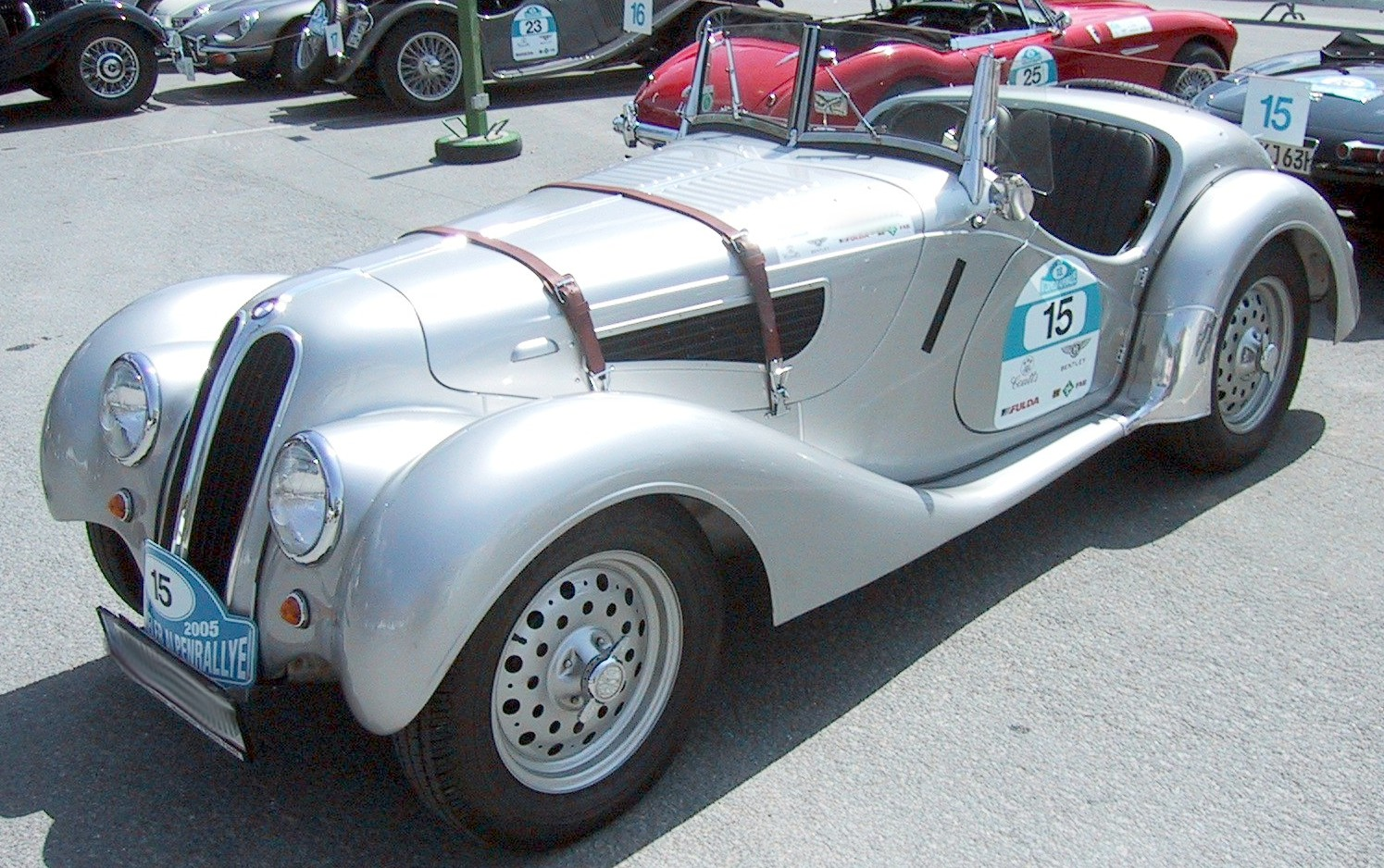
BMW 328, en öppen sportbil lanserad 1936.

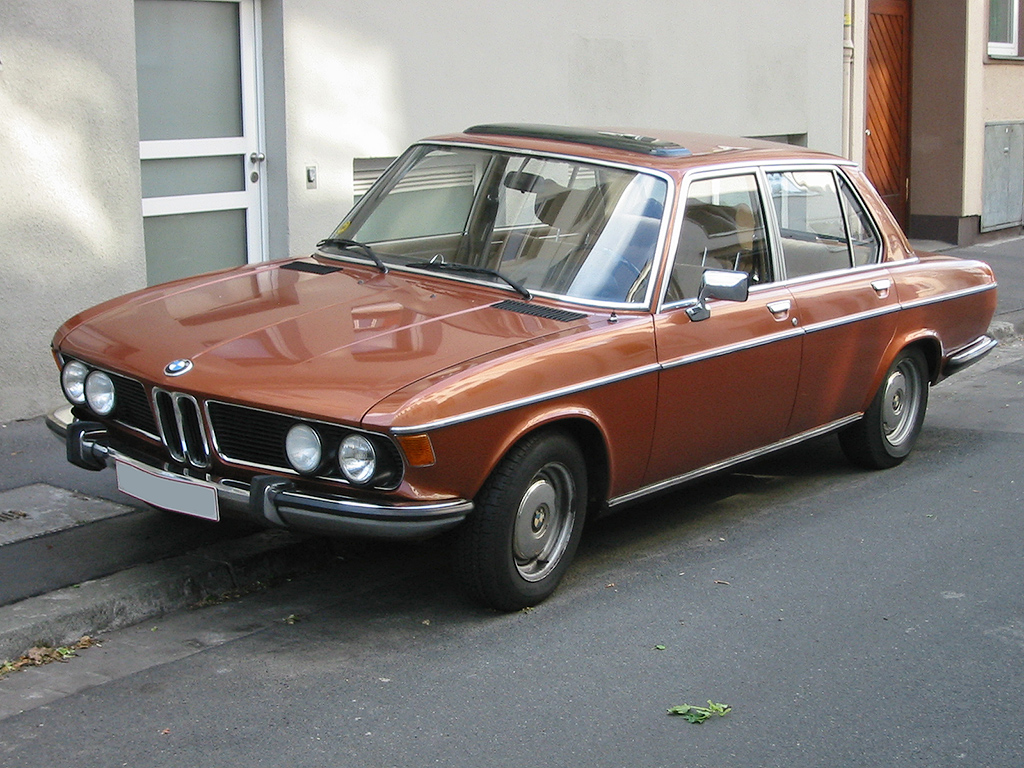
BMW 2500, lanserad 1968 och föregångaren till BMW:s exklusivaste modellserie i nuläget BMW 7-serien.

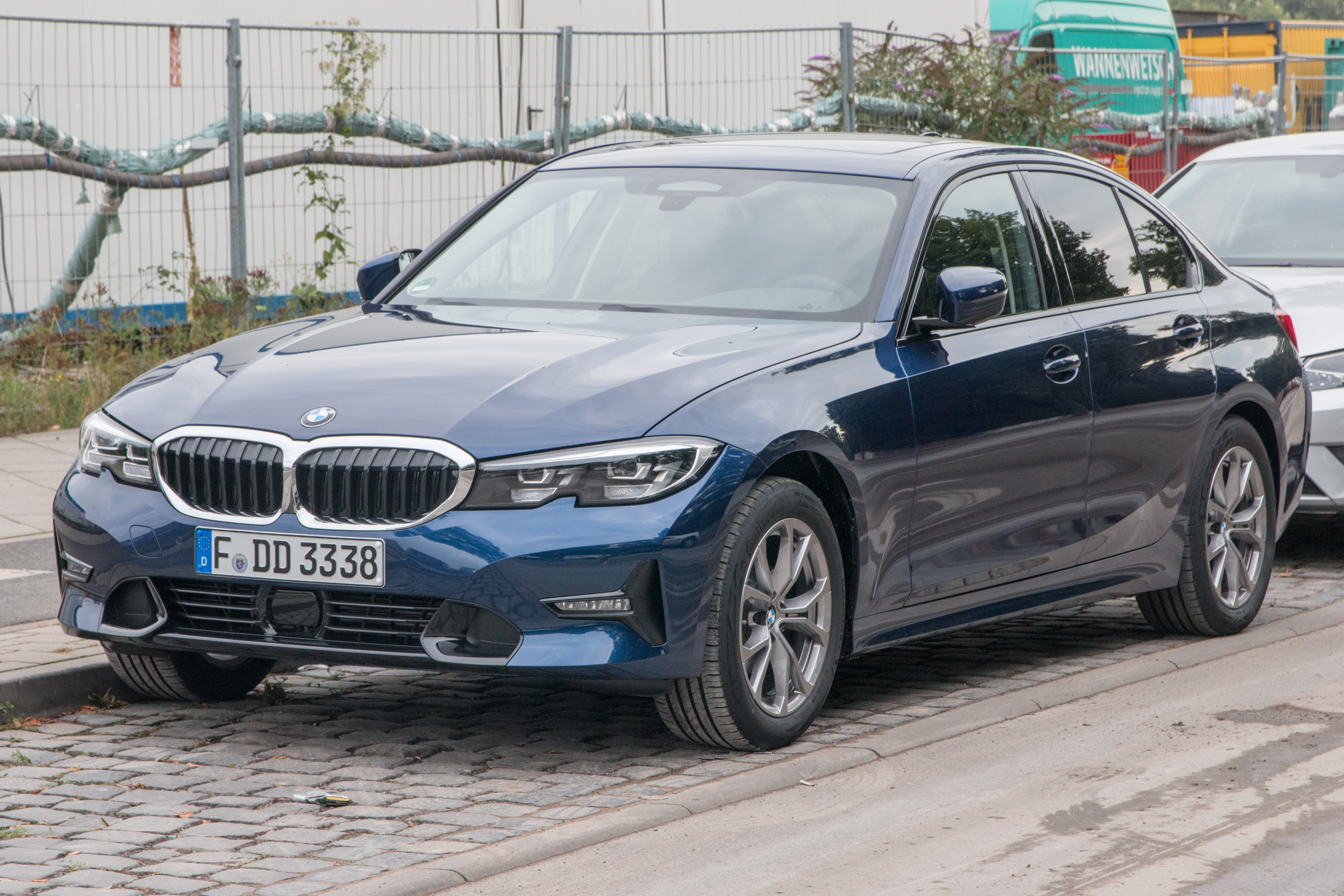
En BMW 3-serie av senaste generation. Den kallas G20 (detta är sedanen och Touring modellen kallas G21).

7 mars 1916 grundades företaget Bayerische Flugzeug-Werke (BFW). Detta datum ser BMW idag som företagets grundande men detta var då inte BMW. BMW har nämligen till en början delad historia mellan BFW och Rapp-Motorenwerk. 1917 bytte Rapp-Motorenwerke namn till  Bayerischen Motoren-Werke - BMW. BMW kunde etablera sig som flygmotortillverkare under Första världskriget som präglade den tyska industrin. Fram till 1918 lade den tyska krigsmakten in stora beställningar på flygmotorer. Man byggde en stor fabrik vid Münchens flygplats Oberwiesenfeld. 
Tysklands nederlag i kriget förde med sig att BMW tvingades under restriktioner från och med 1919. Man fick inte längre tillverka flygplansmotorer då detta sågs som en del i en tysk upprustning. Under 1920-talet startade en diversifiering för att hålla företaget vid liv. Under 1920-talet började BMW med motorcykeltillverkning (1923) och biltillverkning (1928). Dessa grenar samsades nu med den 1924 återupptagna flygmotortillverkningen. Motorcyklarna och bilarna tävlade framgångsrikt och BMW:s förare tillhörde de mest framgångsrika. 
Under 1930-talet började BMW:s ingenjörer att utveckla motorer och nya vackra fordon tar vid. Element som ska komma att bli typiska för BMW lanserades, bland dem dubbelnjurgrillen som lanserades 1933. Andra världskriget ändrade företagets inriktning. Under 1930-talet hade BMW tillsammans med staten satsat alltmer på flygmotortillverkning som blev dominerade under kriget. BMW:s krigsproduktion förde med sig att företagets fabriker bombades med huvudfabriken i München i centrum. BMW var under krigsåren ett av de företag som använde krigsfångar och fångar från koncentrationslägren som slavarbetare i sina fabriker. Ca 25 000-30 000 slavarbetare har använts enligt BMW själva.
Efter kriget måste BMW börja om på nytt. Under 1950-talet lanserade BMW nya modeller men fick inget genombrott och hamnade i ekonomiska svårigheter som kulminerade 1958-1959 då man stod på ruinens brant och var på väg att säljas ut till konkurrenten Daimler-Benz. Företagsledaren Herbert Quandt gick in i företaget och tog över ruljangsen vilket blev början till vändningen för BMW. Under 1960-talet lanserade BMW nya modeller där BMW 1500 får ses som en milstolpe. En ny modern sedan tog BMW tillbaka till de fina salongerna och framgångarna fortsätte. Utifrån 1500 kom BMW 1600 som i sin tur utvecklades till BMW 1600-2. BMW tog marknadsandelar och kunde i slutet av 60-talet lansera nya stora modeller i BMW 2500 och BMW 2800. Ägarfamiljen var också inblandad i projektet Amphicar.
1970-talet innebar nya framgångar där BMW kunde positionera sig än mer med ett nytt modellprogram som man fortfarande har. 1972 lanserades 5-serien och senare 3-serien, 6-serien och slutligen 7-serien. BMW manifesterade sina framgångar genom invigningen av det nya huvudkontoret tillika landmärket "fyrcylindern" 1972. En internationalisering tog vid där BMW satsade på nya exportmarknader och befäste sina position. Under 1980-talet fortsatte BMW sin positiva utveckling med att lansera nya modeller där de nya Touring-vagnarna i 3- respektive 5-serien tillhörde de stora nyheterna. BMW kom även med nya dieselmotorer och fyrhjulsdrift. Under 1980-talet kom BMW att börja satsa stora resurser på utveckling när man skapade två nya utvecklingscentra. BMW ökade stadigt sin produktion. 
Den internationalisering som startade på 1970-talet fick sin naturliga fortsättning under 1990-talet då BMW satsade med blandade resultat. Nya fabriker startades i bland annat USA och Eisenach men satsningen på brittiska Rover-koncernen visade sig vara en katastrof. "Den engelske patienten" kostade BMW miljarder och 2000 avyttrade man allt utom Mini. 1994 tillverkade man för första gången fler bilar än rivalen Mercedes-Benz. 1998 köpte man rättigheterna till Rolls-Royce.
I dag har bilmärket BMW hög status, kvalitet och pris och konkurrerar på samma prestigemarknad som till exempel Mercedes och Audi. 2004 såldes för första gången över en miljon bilar av märket BMW. BMW-koncernen växer och man har de senaste åren kunnat öka sin produktion stadigt. Man har kommit igen efter åren då stora resurser gick till MG Rover. Internationaliseringen fortsätter: BMW har numera produktion för och i de nya stora marknaderna i Ryssland och Kina.
BMW tillverkade tidigare motorer åt formel 1-stallet Williams men säsongen 2006 etablerade BMW ett eget F1-stall genom köp av det schweiziska Sauberstallet.

### Företagets logotyp
Logotypen symboliserar enligt BMW INTE en propeller i rörelse 
(Ein Propeller in Bewegung - på tyska) med de Bayeriska färgerna blått och vitt.
Det är en populär myt att logotypen skulle vara en propeller efter att den symbolen används som just propeller i ett flygmagasin. Men färgerna och möstret kommer ifrån delstaten Bayerns flagga.

### Huvudkontor och BMW Museum

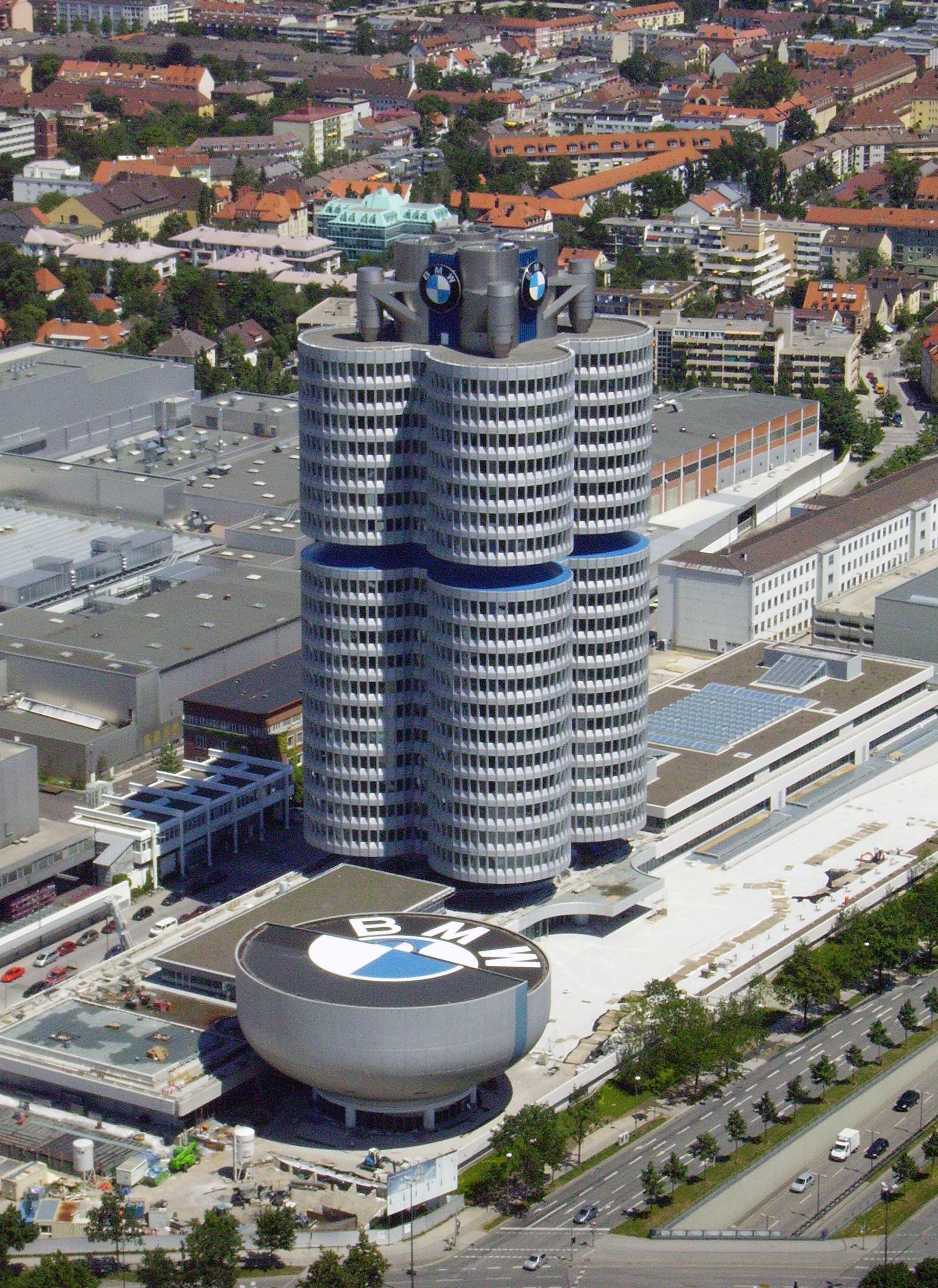
BMW:s huvudkontor och museum i München.

Huvudkontoret BMW Vierzylinder i München byggdes i början av 70-talet och är en futuristisk skapelse som föreställer fyra cylindrar. Huvudkontoret ligger vid den vid samma tid uppförda Olympiaparken. Vid huvudkontoret ligger fabriken och BMW Museum.

### BMW i Sverige
BMW var länge en ovanlig bil i Sverige. Under efterkrigstidens första årtionden lyckades generalagenten Förenade Bil i Malmö inte etablera varumärket i större omfattning. Det var först under 1970-talet som bilarna blev allt mer förekommande på de svenska vägarna, och 2014 stod BMW:s dotterbolag BMW Group Sverige för sex procent av nybilsförsäljningen i Sverige. Bolaget säljer både BMW:s personbilar och motorcyklar. 
Det finns flera olika BMW-klubbar i Sverige som samlas under det gemensamma taket BMW Club Schweden.

### Tidslinje
- 1916 - BMW grundas som Bayerischen Flugzeug-Werke (BFW).
- 1917 - Företaget byter namn till Bayerische Motoren Werke GmbH.
- 1919 - Versailles-freden förbjuder tillverkning av krigsmateriel i Tyskland - flygmotortillverkningen upphör.
- 1922 - Dagens BMW skapas.
- 1923 - BMW tillverkar sin första motorcykel - BMW R32.
- 1924 - Flygmotortillverkningen återupptas.
- 1928 - BMW köper bilfabriken Dixi-Werke i Eisenach och blir biltillverkare.
- 1944 - Fabriken i München bombas under Andra världskriget
- 1945 - BMW förlorar fabriken i Eisenach - se EMW och Wartburg
- 1948 - BMW lanserar sin första motorcykel efter kriget.
- 1951 - Biltillverkningen återupptas.
- 1955 - Småbilen BMW Isetta lanseras.
- 1959 - Daimler-Benz försöker ta över BMW. Detta hindras under en stor bolagsstämma.
- 1962 - Den första moderna, stora, BMW:n lanseras - BMW 1500
- 1966 - De första bilarna i 02-serien (föregångare till dagens 3-serie) kommer i produktion.
- 1967 - BMW övertar Glas i Dingolfing
- 1967 - Fabriken i Landshut invigs.
- 1969 - Berlin-fabriken (BMW Motorrad) får ensamt ansvar för motorcykeltillverkningen.
- 1972 - BMW:s nya huvudkontor - "fyrcylindern" - invigs.
- 1972 - BMW startar dotterbolaget Motorsport GmbH
- 1972 - BMW startar sin första fabrik utanför Tyskland: Rosslyn, Sydafrika
- 1978 - BMW:s första bilmodell med beteckningen "M", M1 visas upp på Bilsalongen i Paris
- 1979 - Motorfabriken i Steyr invigs.
- 1986 - BMW startar tillverkning av 3-serien i Regensburg.
- 1990 - BMW beslutar att åter ha en fabrik i Eisenach.
- 1994 - BMW börjar tillverkning i Spartanburg, USA.
- 1994 - BMW tar över brittiska Rover Group-koncernen (Rover, MG, Land Rover).
- 1995 - BMW marknadsför BMW Z3 via James Bond-filmen GoldenEye.
- 2000 - BMW säljer Rover - men behåller varumärket Mini.
- 2003 - Rolls-Royce biltillverkning blir en del av BMW.
- 2005 - Ny fabrik i Leipzig

## Företagsledningen

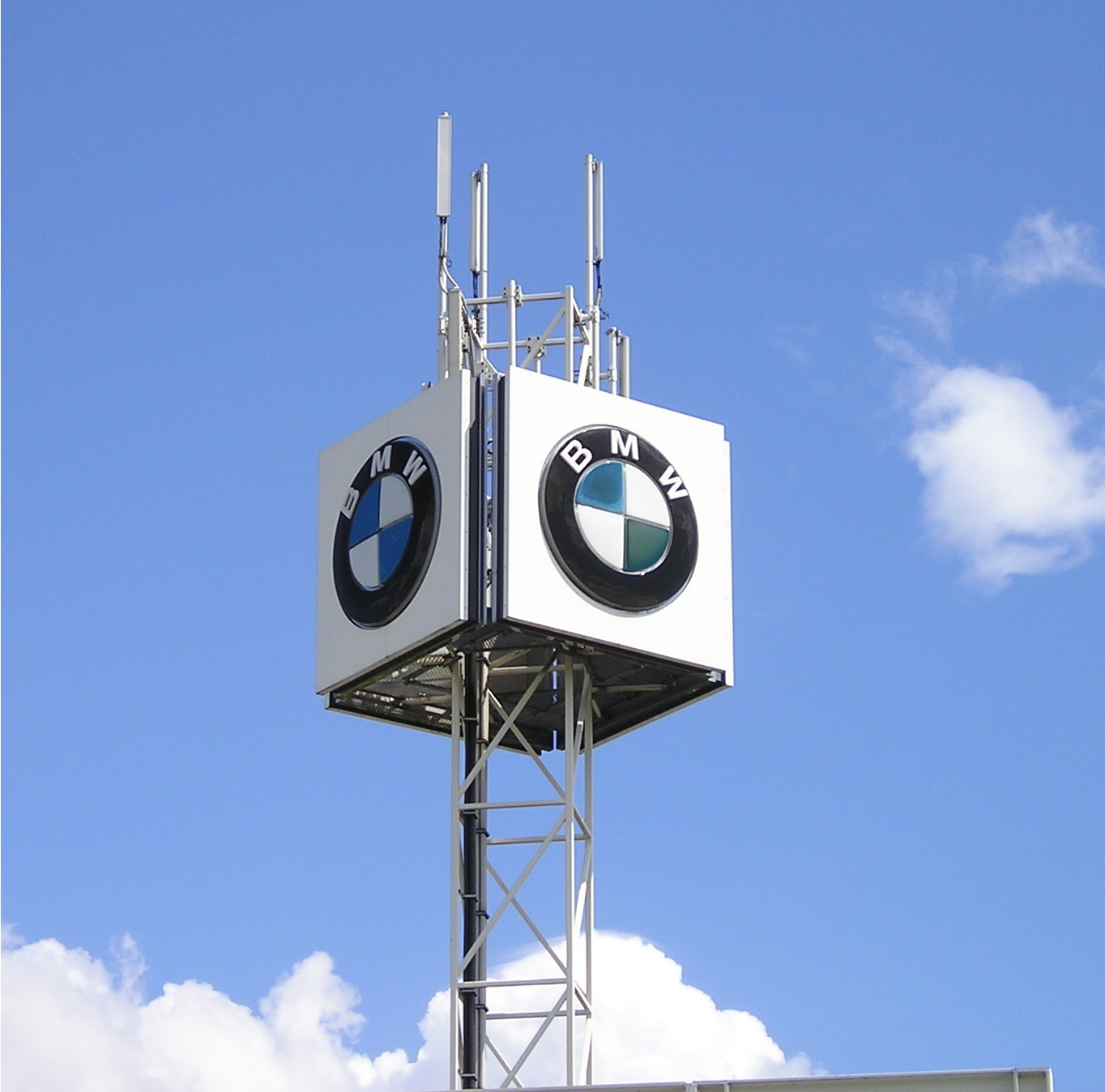
BMW:s logotyp.

Den dominerade ägargrenen de senaste decennierna har varit familjen Quandt. Familjen Quandt äger 46,6 % av aktierna fördelade på Herbert Quandts änka Johanna Quandt och barnen Susanne Klatten (född Quandt) och Stefan Quandt. Försäkringsjätten Allianz äger 6,52 % medan resterande aktier är utspridda.
Eberhard von Kuenheim ledde under 23 år BMW under företagets stora expansion och internationalisering. Under Bernd Pischetsrieder skedde köpet av Rover vilket ledde till Bernd Pischetsrieders avgång 1999. 2006 blev Norbert Reithofer ny BMW-chef. BMW rekryterar i regel internt vad gäller chefsposten. 

### BMW-chefer
- Oliver Zipse (2019-)
- Norbert Reithofer (2006-2019)
- Helmut Panke (2002-2006)
- Joachim Milberg (1999-2002)
- Bernd Pischetsrieder (1993-1999)
- Eberhard von Kuenheim (1970-1993)

## BMW:s personbilar

### BMW:s modellnamn

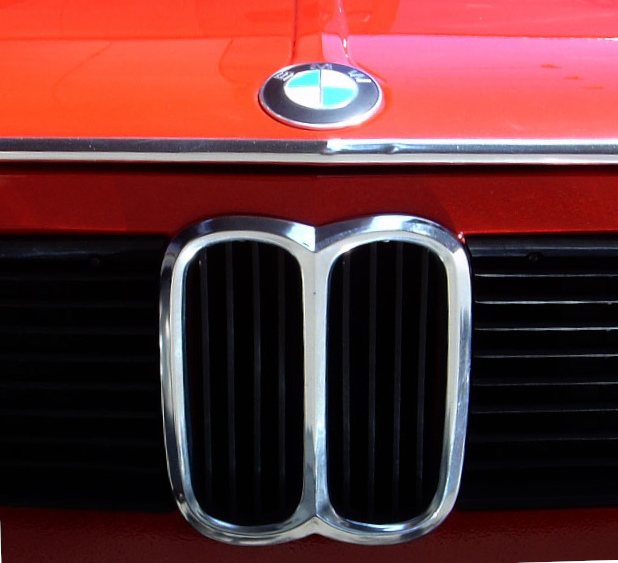
Den karaktäristiska designen på kylargrillen - ett kännetecken för BMW:s personbilar sedan 1930-talet. På bilden visas en BMW 2002.

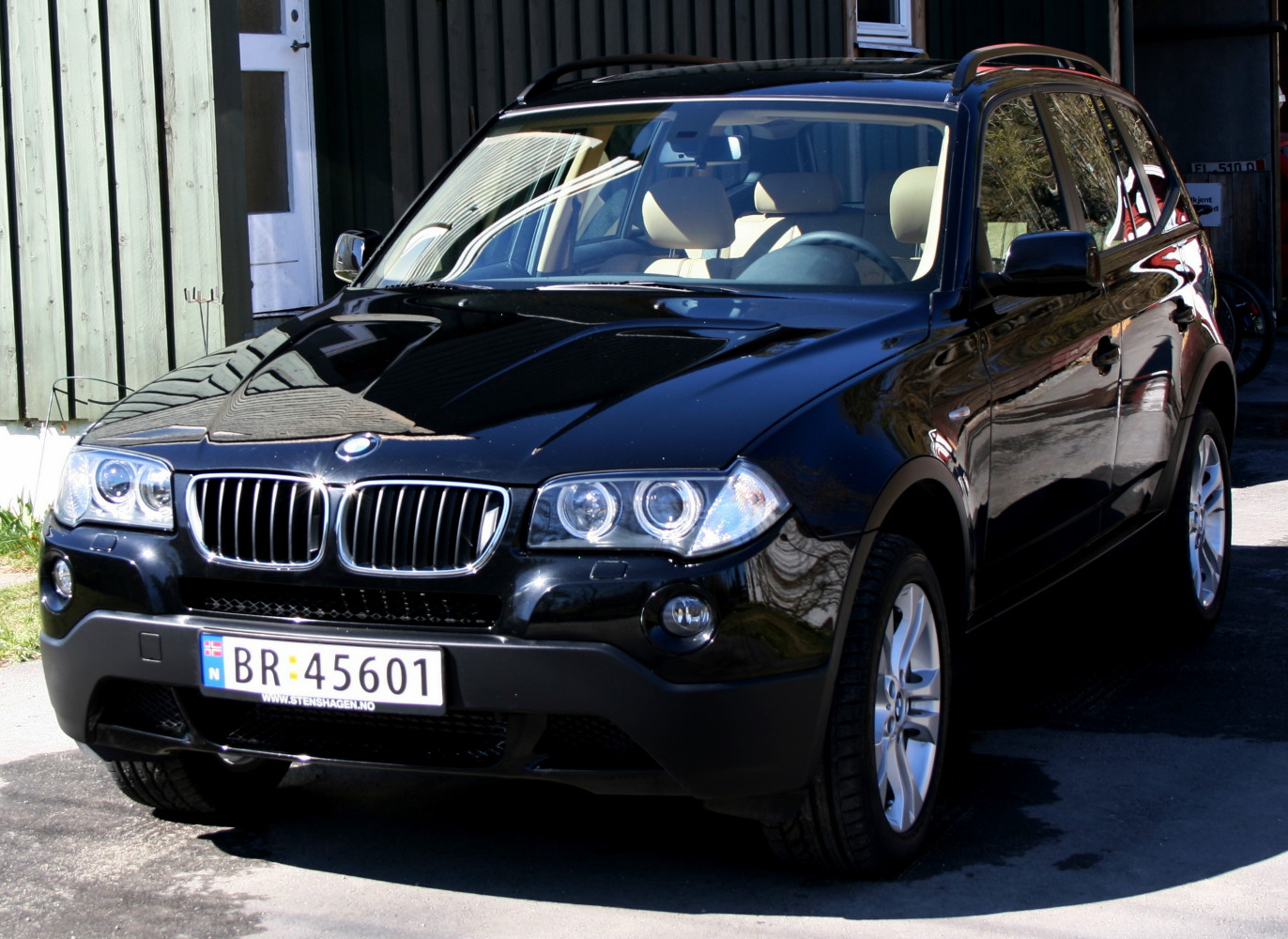
BMW tog sig in på SUV-marknaden år 2000 med BMW X5. På bilden visas den något mindre BMW X3 som lanserades 2003.

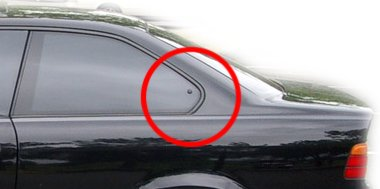
Hofmeister-knicken inringat på bilden (av en BMW e36).

BMW har de senaste 30 åren skapat ett modellsystem baserat på serier (ty. Reihen)BMW 1 serie :BMW 2- serie 3-serien, 5-serien och 7-serien men under perioder även 6-serien och 8-serien. I dessa serier har man sedan haft ytterligare indelningar. Exempel: 316, 320, 325 eller 520, 525, 540. (uttalsexempel: "tre-sexton"). Ursprungligen betecknade de två sista siffrorna motorns cylindervolym - t.ex. hade 318 en motor med 1,8 liters volym. Senare har många avsteg gjorts från den standarden - inte minst när samma grundmotor har levererats med olika effektuttag. 
Ibland frångår BMW detta med modeller som Z3, Z4 och numera även Stadsjeep-modellerna X1, X3, X4, X5 och X6. Sportmodellerna heter M2 M3, M5, M4, M6 etc. Värt att notera är att BMW med sina interna beteckningar särskiljer olika generationer av respektive modell genom internbeteckningar med E följt av siffror. Även en del BMW-entusiaster använder E-beteckningen för att tydligare visa vilken modell de syftar på, men den används inte vid marknadsföring eller gentemot kunderna. Exempel: E12 är den första generationen av 5-serien - G30 den senaste. 
Många BMW-bilar som rullar i trafiken saknar det emblem som visar vilken modellbeteckning de har. Det är en valmöjlighet för nybilsköparen om man vill ha modellbeteckningen bak på bilen eller inte. Kända BMW-modeller i historien är till exempel 1950-talets 507, 1960-talets coupé 3.0, den lilla 2002 (3-seriens föregångare) och supersportbilen M1. Under 2004 lanserade man 1-serien som är en BMW:s första modell i den så kallade Golfklassen.
Alla BMW-modeller som byggs ritas först med kol och krita på ett speciellt papper.

### Karaktäristiska drag
- Den så kallade njurgrillen, med två bredvid varandra separata luftintag. Första gången "njurarna" kom på en BMW var på BMW 303 1933.
- På vardera sida om grillen har en BMW två separata runda strålkastare. Nyare modeller har även "Angeleyes" som är runda ringar som lyser runt strålkastarna.
- Bakänden av de bakre sidofönstren brukar ha en "knick", den så kallade Hofmeister-knicken, kanten går uppåt-bakåt en bit längst ner innan de följer bakfönstrets lutning uppåt-framåt. "Knicken" har skapats av Wilhelm Hofmeister, tidigare chefs-designer på BMW.
- BMW byggde länge enbart bakhjulsdrivna samt fyrhjulsdrivna bilar med karaktär av bakhjulsdrift. Detta tillsammans med en viktfördelning på 50/50 samt dynamisk stabilitetskontroll gör bilarna mycket trevliga och konsekventa i sitt uppförande, även på svenska vintervägar. Numera bygger BMW också framhjulsdrivna bilar. Den nya framhjulsdrivna 2-serien och Mini är baserade på samma plattform. 2-serien kan också fås med fyrhjulsdrift.

### Modellprogram
Se vidare Lista över BMW:s bilmodeller

### Aktuellt modellprogram 2018
- BMW 1-serien
- BMW 2-serien
- BMW 3-serien
- BMW 4-serien
- BMW 5-serien
- BMW 7-serien
- BMW 8-serien
- BMW M3, M5, M6
- BMW Z4
- BMW Z4 M
- BMW X1 (SAV)
- BMW X2
- BMW X3
- BMW X4
- BMW X5
- BMW X6
- BMW X7

## BMW:s motorcyklar

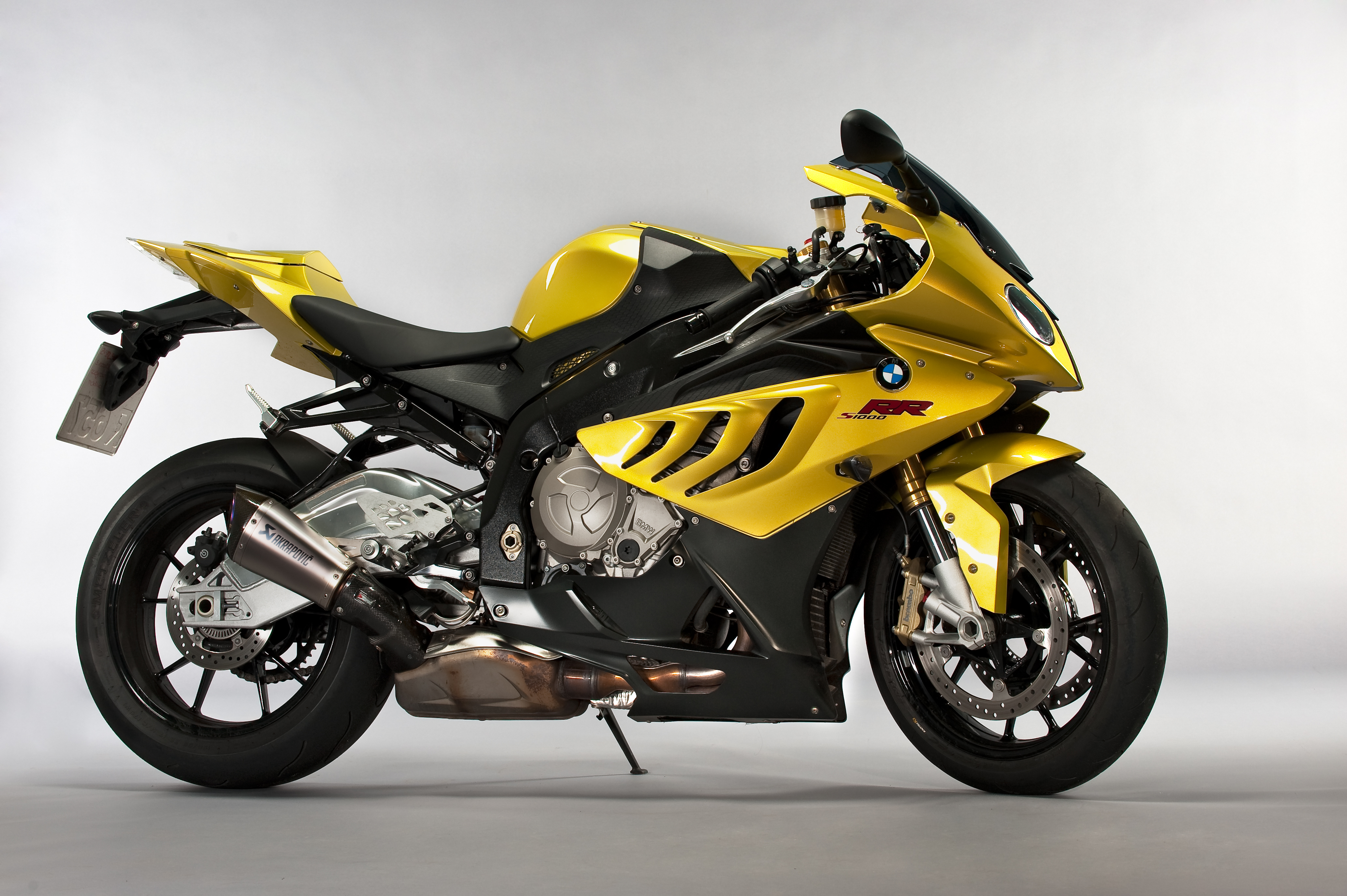
BMW S 1000 RR

Se vidare Lista över BMW:s motorcykelmodeller
Inom motorcyklar tillhör BMW de ledande och har bland annat varit vanliga hos den svenska motorcykelpolisen. Man tillverkar såväl glidare som terrängmotorcyklar, deltar bland annat i Paris-Dakar-rallyt. Motorcyklarna tillverkades tidigare i både München och Berlin men sedan 1969 är Berlin ensam tillverkningsort. 
Den första BMW-motorcykeln tillverkades 1923 och MC-delen var från början ett substitut för den förbjudna flygmotortillverkningen. De stora framgångarna man fick med den första modellen BMW R32 föranledde en fortsättning. BMW fick snart framgångar på racingbanorna med sina motorcyklar. BMW hade redan på sin första modell det som märket blivit känt för - kardandrift och boxermotor.

## BMW Motorsport

### BMW M
BMW gör även specialversioner av sina modeller genom dotterbolaget Motorsport GmbH, som startades den 24 maj 1972. Numera heter företaget M GmbH, eller BMW M. Några av BMW M:s mest kända versioner är 3.0 CSL, M1, M3 och M5. M-emblemet på BMW:s bilar förkunnar att BMW M gjort specialversionen och man har varit en starkt bidragande orsak till BMW:s uppgång till prestigemärke. M GmbH har även en avdelning som heter BMW Individual. Individual har hand som eventuella specialönskemål som kunderna kan tänkas ha, exempelvis speciella lacknyanser, interiörer eller annan utrustning som inte finns i ordinarie utrustningslistor. 

### Formel 1

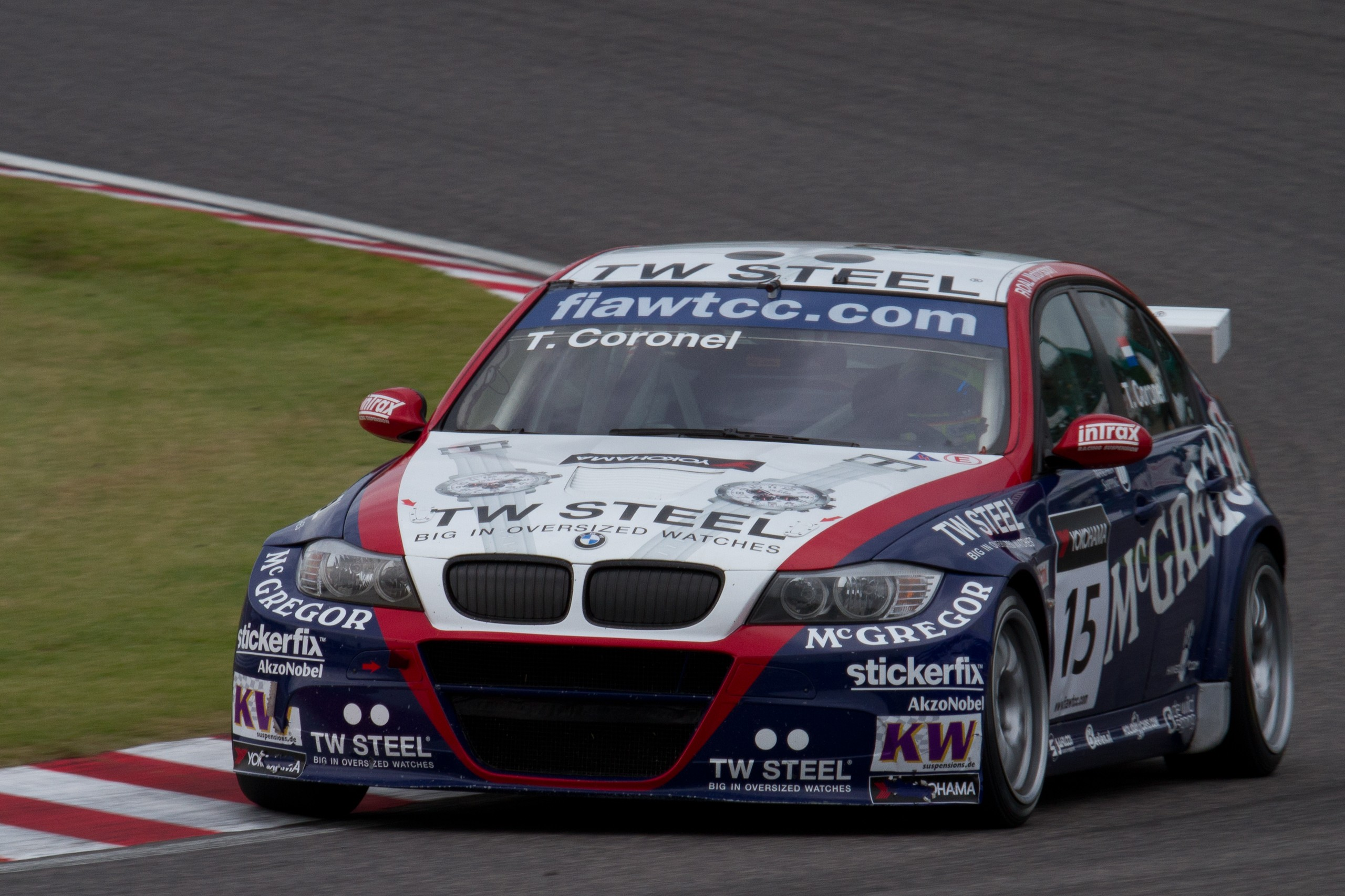
Tom Coronel är en av förarna som kör en BMW 320 TC i World Touring Car Championship.

BMW levererade, till och med säsongen 2005, motorerna till Williams i Formel 1. Till säsongen 2006 köpte BMW upp stallet Sauber och körde mellan 2006 och 2009 under namnet BMW Sauber F1 Team. Till säsongen 2010 köpte Sauber upp BMW och man tävlade under 2010 med stallnamnet BMW Sauber F1 Team trots att BMW hade dragit sig ur Formel 1. Detta skedde på grund av att man hade lämnat sin ansökan om namnbyte för sent.

### World Touring Car Championship
BMW deltar framgångsrikt i World Touring Car Championship (WTCC), världsmästerskapet i standardvagnsracing. Andy Priaulx har blivit världsmästare för märket tre gånger. Sedan säsongen 2011 deltar BMW inte längre med fabriksteam, men flera privatteam kör fortfarande med bilar från dem.

### Nürburgring 24h
Det berömda 24-timmarsloppet på tyska Nürburgring och dess nordslinga har en speciell roll i BMW:s racinghistoria. Flertalet gånger har de segrat och år 2004 och 2005 tog de en dubbleseger, med den V8-motoriserade BMW M3 GTR.

## Specialmodeller
Det finns flera företag som gör specialversioner av olika BMW-modeller.
- Alpina. Alpinas versioner köps och servas via BMW
- AC Schnitzer
- Hartge
- Hamann
- Racing Dynamics
- Dinan, är baserat i USA
- Rieger

## Tillverkningsorter

### Fabriker i Tyskland
Berlin (1939-)

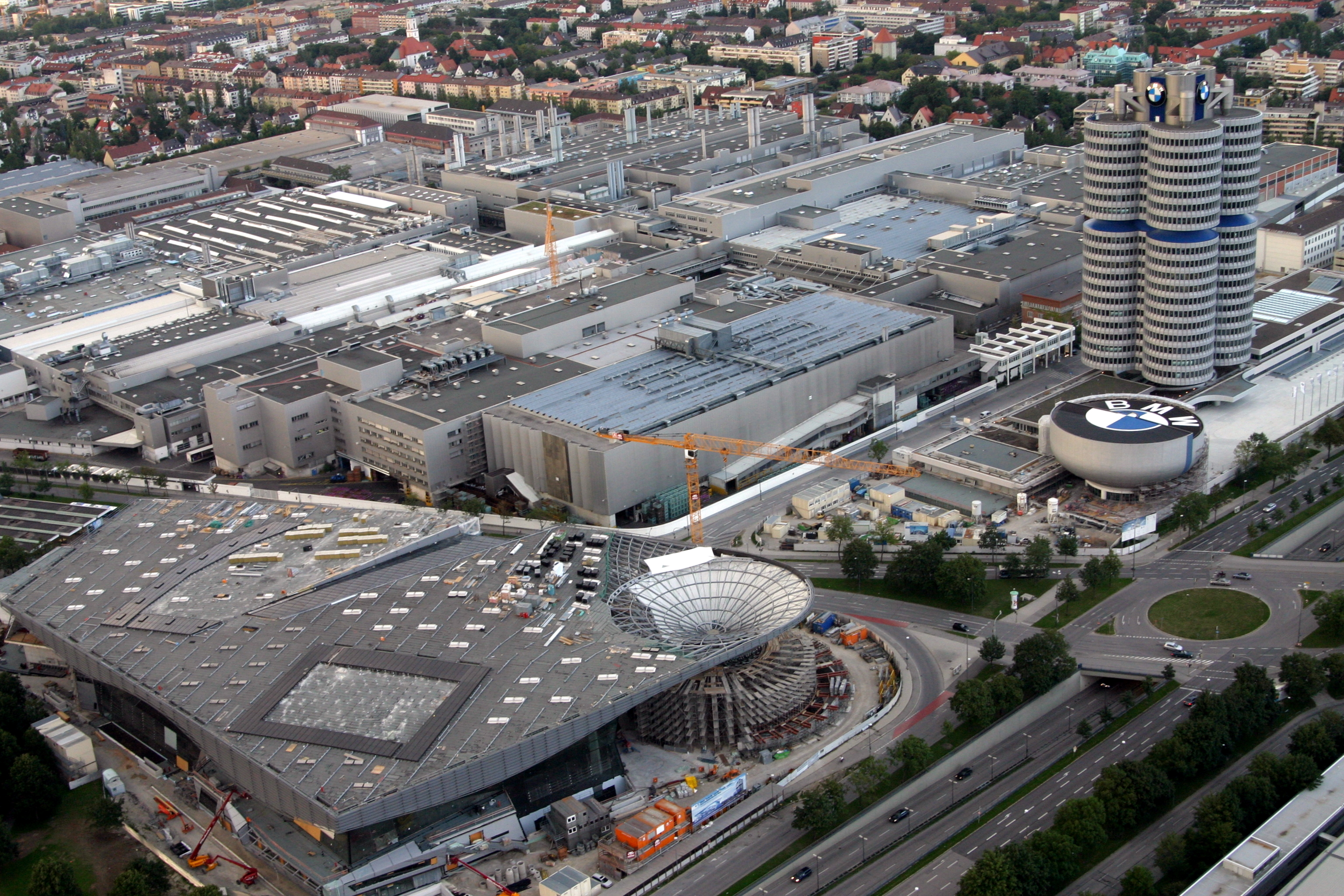
BMW:s fabrik i München.

BMW Motorrad i Berlin tillverkar BMW:s motorcyklar i Spandau. Fabriken började med att tillverka flygplansmotorer men gick över till motorcyklar med hela tillverkningen förlagd dit 1969. 1979 tillkom tillverkning av bilkomponenter. 1900 arbetar vid fabriken som internt heter Werk 3.1.BMW Berlin
Dingolfing (1967-)

Anläggningen i Dingolfing blev en del av BMW-koncernen genom köpet av Glas 1967. BMW byggde om hela anläggningen och ställde om den till BMW-produktion. Anläggningen är 2013 BMW:s största med 18 000 anställda och tillverkning av 5-, 6- och 7-serierna. 2011 tillverkades här 343 000 personbilar. Dessutom BMW:s central för reservdelar. BMW Dingolfing
Eisenach (1992-)

BMW Fahrzeugtechnik GmbH i Eisenach med 250 anställda tillverkar produktionsverktyg. Eisenach har dessutom en viktig roll historiskt då man under förkrigstiden hade sin biltillverkning här. Efter kriget konfiskerades fabriken av DDR och tillverkning av EMW startades. Efter murens fall var BMW snabbt tillbaka i Eisenach. BMW Eisenach
München (1922-)

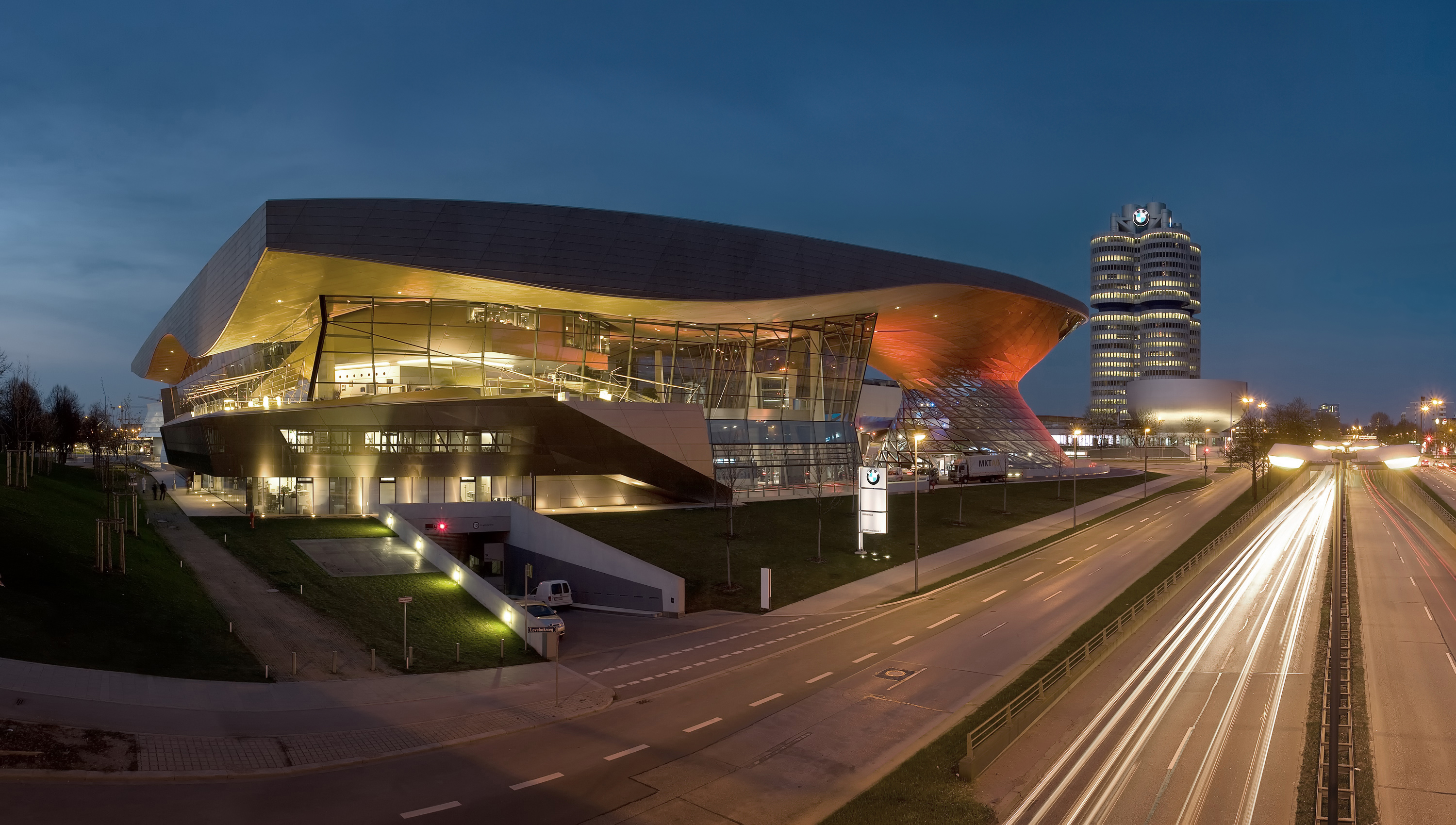
Nattetid utanför BMW Welt i München.

Münchenverken ligger i direkt anslutning till huvudkontoret i München och har inte minst en viktig roll historiskt. 1923 tog man här steget till att börja tillverka motorcyklar och sedan började även biltillverkning. Fram till Andra världskriget utvecklades bilarna här medan tillverkningen skedde i Eisenach. Konsekvenserna av kriget gjorde att Eisenach-fabriken förlorades och München-fabriken blev platsen för rekonstruktionen av företaget. Idag har fabriken 9 000 anställda som tillverkar 3-serien, motorer samt komponenter till andra sammansättningsfabriker. Cirka 200 000 personbilar och 300 000 motorer ligger årsproduktionen på. Bland motorerna som byggs här V12-motorerna för BMW 7-serie, Rolls-Royce Phantom och Rolls-Royce Ghost.
Regensburg (1986-)

Fabriken i Regensburg byggdes 1984-1986 och produktionen startade 1986. Tillverkar 3-seriens olika versioner samt M3, BMW 1-serie och BMW Z4. Fabriken står även för tillverkningen av specialfordon. 9 000 anställda tillverkar cirka 300 000 fordon årligen. BMW Regensburg
Landshut (1967-)

Fabriken i Landshut tillverkar komponenter till BMW:s sammansättningsfabriker (personbilar, motorcyklar, formel 1). Här produceras bland annat komponenter i lättmetall i gjuteriet, plastdetaljer för interiör och exteriör, elektronikkomponenter och kardanaxlar. 3000 anställda. I anslutning till fabriken finns ett utvecklingscentrum, Landshuter Technologie- und Innovationszentrum (LITZ).
Leipzig

Fabriken i Leipzig öppnade 2005 och tillverkar idag BMW 1-serien och 2-serien i varianter. 5200 anställda.
Wackersdorf (1999-)

Fabriken i Wackersdorf ansvarar för komponenter och ingår i Innovationspark Wackersdorf. Fabriken ansvarar för förpackning av delar och material till BMW:s CKD-produktion. I anslutning finns underleverantörer som bland annat levererar stolar (Lear Corporation) och armstöd. 2700 anställda.

### Fabriker i Europa utanför Tyskland
Graz, Österrike (ej egen fabrik)

Magna Steyr tillverkar på uppdrag Mini Countryman.
Hams Hall, Storbritannien (2001-)

Öppnade produktionen 2001 och levererar bensinmotorer till BMW (1- och 3-serien samt X1) och Mini. Hams Hall levererar motorer till fabrikerna i Regensburg, Leipzig, Graz och Oxford. Därutöver till monteringsfabriker. Produktionen låg på ca 385 000 motorer (2012).
Swindon, Storbritannien

Komponenter
Bracknell (Goodwood), Storbritannien

Rolls-Royce
Kaliningrad, Ryssland

Joint-venture med Avtotor. Tillverkar 2500 fordon årligen för den ryska marknaden. BMW Kaliningrad
Oxford, Storbritannien

Tillverkar Mini. 4500 anställda. 
Steyr, Österrike (1979-)

BMW:s största motorfabrik som startade produktionen 1982. År 2012 tillverkade man över en miljon motorer varav 700 000 dieselmotorer. 2600 anställda. BMW Steyr

### Fabriker utanför Europa
Rosslyn, Sydafrika (1968/1975-)

BMW:s första fabrik utanför Tyskland startade som Praetor Monteerders 1968 och blev helägt av BMW under namnet BMW South Africa 1975. Idag tillverkas BMW 3-serie här med en årsproduktion på 53 000 bilar.
Shenyang, Kina (2003-)

Brilliance China Automotive Holdings Limited (Samriskföretag) tillverkar 3- och 5-serien för den kinesiska marknaden. 
Spartanburg, USA (1994-)

Tillverkar BMW X3, X4, X5, X6 och BMW Z4 Roadster främst för den amerikanska marknaden. 4700 anställda.
BMW Zentrum/Spartanburg

## Produktionssiffror
I motorcykeltillverkningen är ej BMW C1 medräknad.

Källa: BMW Group

## Samarbete med högskolor och universitet
Företaget är en av medlemmarna, benämnda Partners, i Handelshögskolan i Stockholms partnerprogram för företag som bidrar finansiellt till högskolan och nära samarbetar med den vad gäller forskning och utbildning.